# 奈良県道148号平端停車場線
奈良県道148号平端停車場線（ならけんどう148ごう ひらはたていしゃじょうせん）は、奈良県大和郡山市を通る一般県道である。

## 概要
大和郡山市昭和町から大和郡山市額田部北町に至る。
近鉄橿原線・近鉄天理線 平端駅前から西進して奈良県道108号大和郡山広陵線に至り、道筋は近鉄法隆寺線跡に相当する。

### 路線データ
- 起点：奈良県大和郡山市昭和町（近鉄橿原線・近鉄天理線 平端駅前）
- 終点：奈良県大和郡山市額田部北町（奈良県道108号大和郡山広陵線交点）
- 総延長：約0.37 km[要出典]

## 路線状況

### 交通量
出典：
| 平日12時間        | 平日24時間        |
| 2005年度⇒2010年度 | 2005年度⇒2010年度 |
| 3,667台⇒3,563台   | 4,730台⇒4,774台   |

## 地理

### 通過する自治体
- 奈良県
  - 大和郡山市

### 交差する道路
| 交差する道路                | 交差する場所 | 交差する場所 |
| --------------------------- | ------------ | ------------ |
| 奈良県道108号大和郡山広陵線 | 額田部北町   | 終点         |

### 沿線
- 近鉄橿原線・近鉄天理線 平端駅
- 大和郡山市立昭和小学校